# Leopon

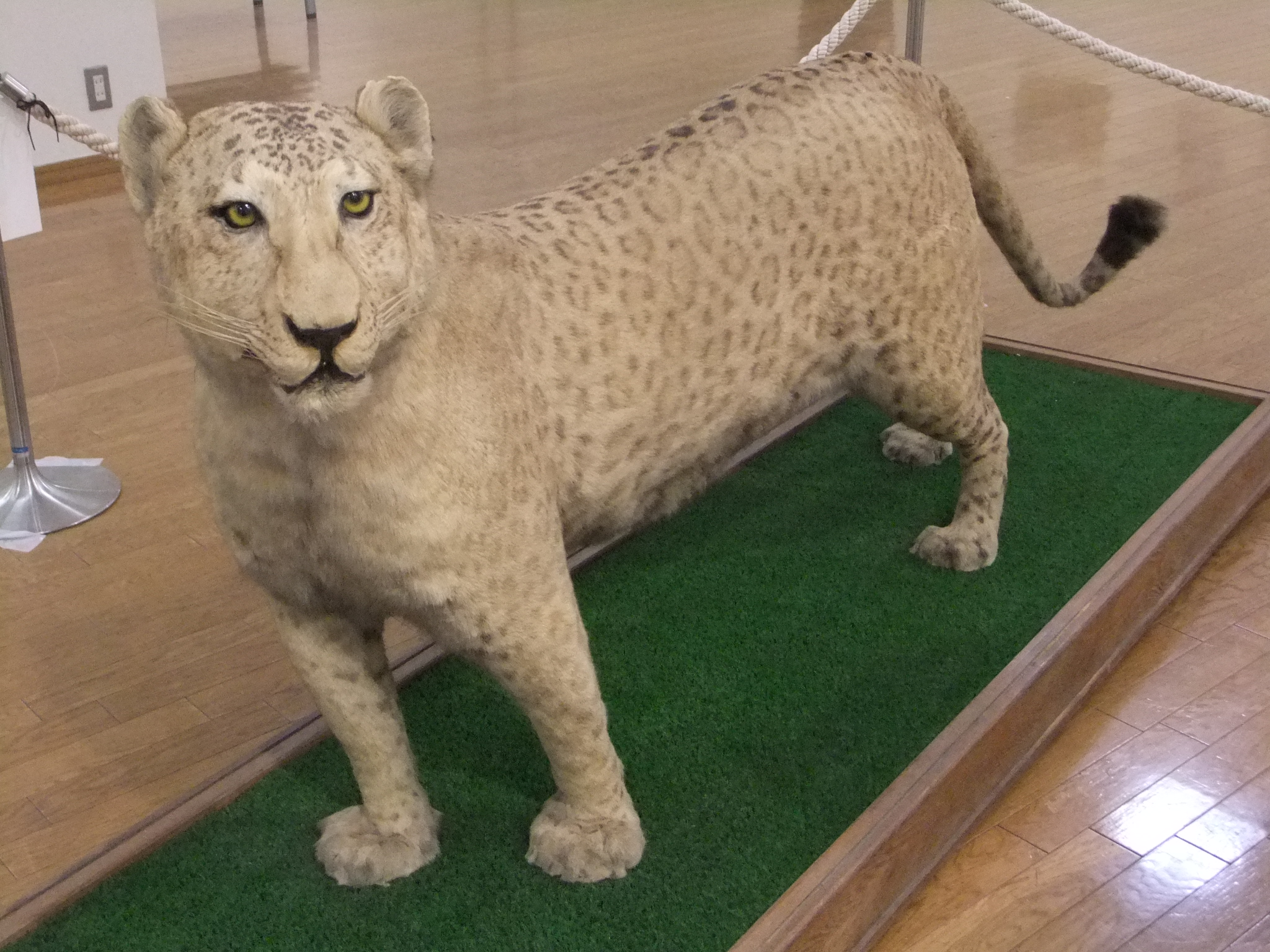
Leopon ponko

Leopon (Panthera pardus × Panthera leo) je kříženec samce levharta a lvice.
Tento kříženec byl pokusně plozen v zoologických zahradách, především v Japonsku, ale i v Indii, Německu, USA či Itálii. Jeho případný výskyt ve volné přírodě je považován za extrémně vzácný, ačkoli i takové zprávy existují.

## Historie
První zaznamenaný leopon vznikl křížením lvice a velkého levhartího samce v Kolhápuru v Indii roku 1910. Narodila se dvě mláďata, jedno z nich ale zemřelo v pouhých 2.5 měsících. Na druhém mláděti popsal druh jako takový britský biolog Walter Samuel Millard.

## Charakteristika
Leoponi jsou větší než levharti. Jejich hlava se podobá lví, zbytek těla je spíše levhartí. Mají ocas zakončený chomáčkem chlupů a hnědé skvrny na těle. Jako levharti umí dobře šplhat a také jim nevadí voda. Jsou sterilní. Mohou se dožít i dosti vysokého věku, zaznamenané maximum je 24 let.